# Кримськотатарський національний рух
Кримськотатарський націона́льний рух:
- суспільно-політичний рух, учасниками якого є представники кримських татар, з метою створення національної автономії.
- У вузькому розумінні масовий рух 1950-1980-ті роки за повернення кримських татар на етнічну батьківщину до Кримського півострова.

Етапи:
- Кримська Народна Республіка
- Кримська Автономна Радянська Соціалістична Республіка
- Кримськотатарський національний рух у роки Другої світової війни
- Кримськотатарський національний рух (1950-1980-ті рр.)
- Кримськотатарський правозахисний рух
- Курултай кримськотатарського народу
- Організація кримськотатарського національного руху
- Національний рух кримських татар

## Участь жінок
Жінки відіграли важливу роль у кримськотатарському національному русі. За підрахунками радянського політв'язня Джеляла Челебієва, у 1960–1970-х роках щонайменше 14 кримськотатарських жінок були засуджені за участь у визвольній боротьбі свого народу. Серед них — Тамара Кантуганська, Сані Мустафаєва, Салиха Усеїнова, Зера Шабанова, Муніре Халілова, Айше Сеїтмуратова, Медіне Каралієва, Леннара Гусейнова, Ульвіє Ходжаєва, Фатіме Абдураїмова, Сусанна Джелялова, Світлана Аметова, Хатідже Хайретдінова та Ельміра Абдулхакова.